# 名誉選手
名誉選手（めいよせんしゅ）とは、
- プロスポーツ選手として顕著な成績を挙げた者に授与される称号。
- 実際にスポーツ選手ではない者に対し、スポーツチームから特別に贈られる称号。
- スポーツ大会に永年連続参加した参加者に対し贈られる称号ないし資格・処遇。

なお、類似する称号として、名誉プロ、名誉プロボウラーなどがある（本項で解説）。

## 名誉選手

### オリンピックにおける名誉選手
1926年第2回万国女子オリンピックでアジアから唯一出場した人見絹枝は走り幅跳びで1位、円盤投げで2位、百ヤード競争で3位と複数種目で上位入賞を果たし、同オリンピックの名誉選手として表彰されている。

### 野球チームにおける名誉選手
日本のプロ野球チームでは2000年、中日ドラゴンズの選手として活躍した元選手宣銅烈を同チームの名誉選手第1号として顕彰している。

### アメリカンフットボールチームにおける名誉選手
米国のアメリカンフットボールのジョージア大学チームでは1986年、当時同チームのファンだった14歳の米国人少年スコット・マクベスが交通事故に遭い、脳死した際、生前少年がチームに捧げた思いに応え、同少年を名誉選手として顕彰している。

### マラソン大会における名誉選手
日本のマラソン大会である「阿波吉野川マラソン」では1989年当時、連続11回出場した北海道在住男性に名誉選手証を贈り表彰している。

## 名誉プロ

### ゴルフクラブにおける名誉プロ
米国のゴルフコースグリーンブライアーでは、同国のプロゴルファーのサム・スニードを初代名誉プロに起用していたが、2005年にトム・ワトソンを後継の名誉プロに起用している。

## 名誉プロボウラー

### プロボウリング競技団体における名誉プロボウラー
日本のプロボウリング競技者団体である公益社団法人日本プロボウリング協会では2015年、名誉プロボウラーの称号を新設。「ボウリングに協力的であり、ボウリング活動を行う際にJPBAワッペンを付け、可能な限りメディアに取り上げて頂ける芸能人・スポーツ等の著名人」を対象に任命するとしている。ボウリングのハイスコア300ピンの成績を持つ俳優の村田雄浩が名誉プロボウラー第1号に起用されている。

### 報道資料
- 『朝日新聞』1989年11月13日夕刊
- 『朝日新聞』2000年3月10日朝刊
- 『朝日新聞』2013年7月7月11日夕刊
- 『毎日新聞』1995年8月18日東京夕刊
- 『毎日新聞』1999年5月20日東京夕刊

### インターネット資料
- 公益社団法人日本プロボウリング協会ウェブサイト「公認トーナメント」